# 火焰挑戰者
《火焰挑戰者》（日语：ウッチャンナンチャンの炎のチャレンジャー これができたら100万円!!；直譯：《小內小南的火焰挑戰者 完成這個的話100萬圓！》；香港譯名：《一級奸爸爹》），官方英文名稱為《Challengers of Fire》，為日本朝日電視台於1995年10月17日至2000年3月28日播出的遊戲綜藝節目，逢星期二晚上7點至8點播出；節目由搞笑組合小內小南（內村光良、南原清隆）主持，配以5-6位特別來賓。其後並製作三小時加長版節目，節目獎金亦提高至300萬日圓，當然難度亦有提高。
製作單位設計各式各樣刁鑽和考驗耐力、智力、急才或其他技能的關卡，讓全日本觀眾報名參加。若能順利過關，便得到一百萬日圓獎金。
由於各式各樣很少重覆的節目單元富挑戰性和娛樂性，投入的製作、佈景精美，道具也精心設計，加上配合燈光以營造氣氛，在日本和香港、台灣播出時均有不錯的收視。因此不少電視台或者學校等等以同樣遊戲環節加插在各種節目裡。而節目意念亦發展成TBS電視《挑戰冠軍王》（日文原名《筋肉番付シリーズ》；香港稱作《筋肉擂》（MUSCULE RANKING））、朝日電視台《小學生30人31腳全國大賽》、日本電視台《富士海筋肉王》等節目。

## 電流急急棒
以金屬電棒通過兩條窄或扭曲鐵條（或其他電動機關）之間而不觸及鐵條（若觸及鐵條，會導電引發電棒內火藥爆炸而輸掉），香港稱「一級大曝光」。這遊戲為節目中較為人所知的現場遊戲之一，可謂是招牌單元；其後並設計成商品發售，另外亦有發展類似的電腦遊戲和實體版。前半段的機關或障礙以節目主持人小內（UCCHAN、ウッチャン）命名，主要為類似U字型的扭曲設計；後半段以節目主持人小南（NANCHAN、ナンチャン）命名，以類似N字型的直線設計。中間需扭動電棒穿越之處，因形似麻花，難度也最大。
相較於其他挑戰項目未必每集都有，電流急急棒除了在被攻破到推出下一代的空檔之外，幾乎每集都有。

### 爆裂電流急急棒（爆裂電流イライラ棒）
第一代急急棒，全程寬度和其他版本較寬廣；全長10公尺，限制時間30秒，在第9回合被攻破。
主要障礙
- 小內大迴旋（ウッチャンヘアピン）前半段主要為上下U字型的扭曲路線
- 小南急轉彎（ナンチャンカーブ）N字型的扭曲路線

### 超級電流急急棒（スーパー電流イライラ棒）
第二代急急棒，從此版本之後開始分為小內區（ウッチャンゾーン）和小南區（ナンチャンゾーン）；中間設有休息區，從此版本開始有立體扭曲關卡。 路線也固定全長15公尺，限制時間60秒；挑戰者無法在小內區30秒內通過仍算失敗，不過在小內區內通過的剩餘秒數會保留到小南區。在休息區裡挑戰者可依自己步伐進行小南區挑戰。在第13回合被攻破。
- 小內區
  - 小內超級大迴旋（スーパーウッチャンヘアピン）U字型細型180度扭曲路線
  - 小內漩渦（ウッチャンうずまき）
  - 小內奥之細道（ウッチャン奥の細道），又譯小內深山小徑，寬度4公分的直線型路線，位置較低增加穩定性難度。

- 小南區
  - 小南好漢坡（ナンチャンいろは坂）
  - 小南立體急轉彎（ナンチャンカーブ）
  - 小南閃電（ナンチャンフラッシュ）

路線結尾有m型彎曲，被戲稱為澤（Sawa）製作人一字眉障礙

### 無敵電流急急棒（ウルトラ電流イライラ棒）
超級電流急急棒被攻破後，同一集節目裡面亮相的第三代急急棒，從此版本開始新增電動機關。 路線分為小內區，小南區；中間設有休息區。 路線全長15公尺，限制時間60秒；挑戰者無法在小內區30秒內通過仍算失敗，不過在小內區內通過的剩餘秒數會保留到小南區。在休息區裡挑戰者可依自己步伐進行小南區挑戰。在第19回合被攻破。
初期多數挑戰者在過小內風車後常被誘導到走下層的中山道，但隨著回合愈來愈多，後來的挑戰者多從上層的奧之細道通過。
攻破爆裂電流急急棒的挑戰者與攻破超級電流急急棒的挑戰者都有來挑戰無敵電流急急棒，不過都挑戰失敗。
- 小內區
  - 小內無敵大迴旋（ウルトラウッチャンヘアピン）U字型細型180度扭曲路線，但比第二代寬。
  - 小內風車（ウッチャン風車）3個風車（挑戰者在過此機關時選擇設置在上層或下層出口路線）
  - 小內奥之細道（ウッチャン奥の細道），又譯小內深山小徑（上層）
  - 小內中山道（ウッチャン中山道）（下層）

- 小南區
  - 小南電梯（ナンチャンエレベーター）
  - 小南壓縮機（ナンチャンプレス）
  - 小南2次立體急轉彎（ナンチャンカーブ2回ひねり）

路線結尾的立體m型彎曲變細，且中間變成立體稍微突出，仍被戲稱為澤（Sawa）製作人一字眉障礙

### 終極電流急急棒（ファイナル電流イライラ棒）
第四代急急棒，路線分為小內區，小南區；中間設有休息區。 路線全長15公尺，限制時間60秒；挑戰者無法在小內區30秒內通過仍算失敗，不過在小內區內通過的剩餘秒數會保留到小南區。在休息區裡挑戰者可依自己步伐進行小南區挑戰。從此版本開始新加增神秘危險區，挑戰者必需通過小內區和小南區才能挑戰。在第22回合被攻破，藝人加藤茶曾在終點前僅數公分處飲恨。
有挑戰者挑戰2次都順利通過小內區跟小南區，但都在急急機器人的右手失敗。
- 小內區
  - 小內終極大迴旋（ファイナルウッチャンヘアピン）此版本的U字型扭曲路線改為立體狀
  - 小內777（ウッチャンスリーセブン）（挑戰者在過此機關時選擇設置在上層或下層出口路線）
  - 小內斷頭台（上層）
  - 小內晃動歩道（下層，由於受限於小內777第三個滾筒向上旋轉的設計，選擇此關卡者只有4人）

- 小南區
  - 小南迷宮（ナンチャン迷路）
  - 小南滑輪（ナンチャンローラー）
  - 小南樂翻天（ナンチャンムーンサルト（月面宙返り））

挑戰者通過小內區和小南區後，有危險Danger字樣的神秘危險區大門自動開啟 
- 急急機器人（イライラロボ/Ira Ira Robot）（以澤（Sawa）製作人的身材為藍本，S型路線全長3公尺，限制時間30秒；被稱為百萬日幣的守護神）
  - 右手 右手上下來回移動
  - 左手 左手傾斜來回移動
  - 一字眉（まゆげ）

### 電流急急棒大反攻（電流イライラ棒リターンズ/Ira Ira Bou Returns）
第五代為高難度的急急棒。路線分為小內區、小南區；中間設有休息區；後設2個神秘危險區。路線全長15公尺，限制時間60秒；挑戰者無法在小內區30秒內通過仍算失敗，不過在小內區內通過的剩餘秒數會保留到小南區。在休息區裡，挑戰者可依自己步伐進入小南區。挑戰者必需通過小內區和小南區，才能挑戰神秘危險區。在第20回合被攻破。前四代電流急急棒於挑戰者挑戰部分播出完畢後，固定會讓現場來賓挑戰。但由於電流急急棒大反攻難度頗高，現場來賓表現普遍不佳，因此並無每集都讓現場來賓挑戰。
- 小內區
  - 小內大迴旋大反攻（ウッチャンヘアピンリターンズ/Ucchan Hairpin Returns）U字型扭曲路線，但上側鐵條改上下移動
  - 小內太陽（ウッチャン太陽/Ucchan Sun）逆時鐘旋轉的圓形太陽，外側分有8個交互伸縮移動的壓縮機。挑戰者在過此機關時選擇設置在上層或下層出口路線
  - 小內龍捲風（ウッチャントルネード/Ucchan Tornado）設置在上層的太陽出口。受限於螺旋狀設計，此路線需時8秒
  - 小內無鐵砲（ウッチャン無鉄砲/Ucchan Reckness），又譯小內冒失鬼，長方型横條上下快速移動（無退避處）。若挑戰者通過此機關，通過小南區時的頭15秒就算碰觸鐵條或障礙物也不會爆炸。一如製作單位的預期，只有一人（國中生）過關
  - 小內膽小鬼（ウッチャン意気地なし/Ucchan Coward）因小內無鐵砲過關率極低而設置。 位於小內無鐵砲入口處數公分下方

- 小南區（新加每10秒自動上昇，下降，再上昇的電梯，但實際秒數是12秒。挑戰者在電梯移動的過程通過設置的障礙）
  - 小南縱式細道（ナンチャン細道縦式/Nanchan Narrow Path Length Type）縱式細型設計；電梯自動上昇（歷代小南區從未有細道路線）
  - 小南輸送帶（ナンチャンコンベアー/Nanchan Conveyor）左右交叉的橫型固定鐵條和往上移動的長方型横條；電梯自動下降（當初橫型固定鐵條設定有7條，後期漸漸減成剩6條，最後改剩5條）
  - 小南縱式急轉彎（ナンチャンカーブ縦式/Nanchan Curve Length Type）N字型的立體扭曲路線

挑戰者通過小內區和小南區後，有危險Danger字樣的神秘危險區大門自動向上開啟
- 急急機器夫人（イライラロボ夫人/Madam Ira Ira Robot）（急急機器人的妻子為夫出征，S型路線全長2公尺，限制時間30秒）
  - 右手 右手上下來回移動
  - 左手 左手左右來回移動
  - 胸部（おっぱい）兩胸活塞式前後伸縮
  - 一字眉（まゆげ）直線型移動式眉毛；右側順時鐘方向，左側逆時鐘方向上下移動

原本電流急急棒大反攻的介紹裡指通過神秘危險區可得百萬日幣，但沒提到還要通過隱藏在急急機器夫人下方的另一個神秘危險區才算完全過關
- 內南機械人A（メカウンナンA/Mechanical Unnan A）（急急機器夫人過關後電梯自動下降，有"炎"FIRE字樣的神秘危險區大門自動朝右開啟，路線全長2公尺，限制時間30秒；主持人小內小南的臉部被拿來做藍本，在頭部旋轉時各出現2次）
  - 內南歯輪（ウンナン歯車）類似小內風車的2個齒輪；左邊小型齒輪（順時針方向）和右邊大型齒輪（逆時針方向）交互轉動
  - 內南壓縮機（ウンナンプレス）小內777與小南壓縮機合體；左右側為壓縮機，中間為移動滾筒；壓縮機下方有退避處

### 爆裂電流急急棒USA（爆裂電流イライラ棒USA/Ira Ira Bou USA）
美國版急急棒，因難度極高所以只出現三次（無人闖關成功）。 路線全長15公尺，分為前半段（直線設計）和後半段（弧度設計），限制時間60秒；挑戰者無法在前半段30秒內通過仍算失敗。
- 前半段
  - 華盛頓（ワシントンコーナー/Washington Corner）W字型的轉彎
  - 拉斯維加斯（ラスベガススロット/Las Vegas Slot）4個一停一動的滾筒
  - 落磯山（ロッキーマウンテン/Rocky Mountain）類似山型的轉彎

- 曼哈頓龍捲風（マンハッタントルネード/Manhattan Tornado）縱式螺旋狀旋轉機，時間倒數暫停

- 後半段
  - 大峽谷（ザ・グランドキャニオン/The Grand Canyon）弧型轉彎
  - 好萊塢（スター·オブ·ハリウッド/Star of Hollywood）順時鐘和逆時鐘的2個圓環交互移動
  - 尼加拉瓜（ナイアガラフォール/Niagra Fall）瀑布型轉彎

### 激光劍急急棒（ライトセイバーイライラ棒）
配合《星際大戰首部曲》在日本上映而登場，僅播出一次，也限現場來賓參賽（無人闖關成功）。而該遊戲之路線非常短（12m），限時30秒。礙於版權，台灣地區並未播出《星際大戰》版的相關節目。
- 星星轉彎（スターカーブ）S字型的扭曲路線
- 流星區 排列中的流星有3排上下移動
- 戰爭區（ウォーズコーナー）W字型的扭曲路線，與爆裂電流急急棒USA的華盛頓區W字型轉彎一樣

### 台灣急急棒（台湾版イライラ棒）
1996年，由胡瓜、許效舜、董至成主持的華視綜藝節目《紅白勝利》，模仿〈電流急急棒〉而創造了相同類型的遊戲單元〈火線追緝令〉。《火焰挑戰者》製作單位聞訊，於1996年12月組成〈電流急急棒〉歷屆冠軍代表隊，前往挑戰，並由通過爆裂電流急急棒的挑戰者闖關成功。本挑戰過程以1997年日本新年特別節目的方式搭配雙語（日文與正體中文）字幕在日本播出，當然也有授權緯來日本台在1998年台灣大年初一晚間播出；主持人並在播出時嘲笑了《紅白勝利》製作人王鈞被質疑抄襲時支吾其詞的態度。朝日電視台並且在該集節目中出現的《紅白勝利》商標（出現在螢幕左上角）的正下方，以白色黑邊的橫排文字標明（CTS即華視的英文縮稱）字樣，證明《紅白勝利》當時是在華視播出的。
台灣版急急棒以1分鐘為限，獎金為台幣5萬元，有2代。
第1代關卡大致與爆裂電流急急棒相同。
第2代關卡大致如下，火焰挑戰者代表隊挑戰的為此版本。
- 一開始是類似爆裂電流急急棒的寬闊地帶然後轉為鋸齒型路線，之後進入類似小內大迴旋的區域（形狀較方正，小內大迴旋為圓弧狀），接著進入類似爆裂電流急急棒小南急轉彎的關卡。
- 通過上述關卡後，會進入類似無敵電流急急棒小內風車的關卡，也跟小內風車一樣路線分為上下層。上層最初路線類似小內奧之細道，但之後要再通過2處風車；下層路線類似無敵電流急急棒小內中山道(但路線往下，中山道為往上)，上下兩路線在下方會合。
- 最後的終點關卡與爆裂電流急急棒類似。

## 100萬圓部份比賽項目

### 技巧／技能／對策類
- 兩人協作同步越過障礙，並讓球掉到兩人之間的圓筒，需掉中5個目標

兩人手握兩支杆運球，球不能碰兩端把手，限時3分鐘7個球。
- 打電話讓對方說出兩句（或以上）特定句子（或密語）

規則：限時3分鐘內的對話中不能透露是錄製節目或現場狀況、不能說出句子或密語、中途兩方不能掛斷電話。
- 水上踩浮台並過斜坡前進至終點（戶外）而不能掉到水中

規則：要在1分鐘限時內走過30米路程（浮台→浮台上跨欄→圓木→斜坡）不能掉到游泳池中。
- 駕車安全走完路程而不被觸及紅點

車道轉彎抹角，參與者車尾有兩個紅色目標「按鈕」，開始時有三輛車追著，車前均有突出，被追及時若不慎擊中參與者車尾之左右兩個「按鈕」便算失敗。
- 私家車結合比賽

規則：二人同時駕兩輛車，在1500米賽程裡後車成功把機關扣插入前車。前車頭100米需加速至時速40公里並在餘下路程不能減速否則算失敗、後車只能在前車過100米時才能起動；車路有彎位需左閃右避或者廢車收窄令難道增加，兩車並不能超越最寬只有兩車道的賽道，撞到廢車等障礙並停止亦算失敗。
- 雲霄飛車投環進木樁

二人一組乘坐雲霄飛車，在線道兩側各放十個定點木樁（左右不一），要在一圈路程內把十個圈分別套進十個木樁裡則勝出。
- 叢林內6小時捉迷藏

玩法：分挑戰者及魔鬼軍團兩組，每組26人，各聚在場地兩邊，挑戰者組任一成員需在6小時內逮到魔鬼軍團首領（目標人物）為勝。
規則：
- - 不能逃離範圍、不能爬到樹上、不能用氣鎗。
  - 首5小時挑戰者要躲避魔鬼軍團成員的逮捕，挑戰者之間可互相聯絡並部署戰情（當然可突圍到魔鬼軍團陣地逮到首領）；最後1小時則變成剩下的挑戰者逮捕魔鬼軍團首領，其餘魔鬼軍團成員自動離場。
  - 魔鬼軍團成員逮到以撕下挑戰者號碼布為準；每個魔鬼軍團成員只能逮一個挑戰者，兩者並同時離場，所以挑戰者及魔鬼軍團兩組在首5小時內的人數一定相等。
- 老人聆聽指示操作電器
- 小孩限時購買特定物品(兒童購物大賽)

限時10分鐘，事先由媽媽在購物區外（起點）教導四歲或以下的參賽小孩子需規定購買的三種物品（食物與非食物也有，有一種是較難用言語形容的，或者要求一定份量的）然後限時10分鐘讓他獨自購買成功並回到起點，金額由最初的1000日圓因提高難度而逐漸提升至3000日圓。比賽期間母親只能在起點等候，小孩只能回去詢問一次，可考驗親子的合作能力。
- 嬰兒（1歲以下）爬行尋母親

限時1分半鐘爬過15公尺的範圍，被母親抱起即算成功。但在嬰兒爬行5公尺後有「電視區」─左右各放有電視，播出最愛看的動畫（節目內播放蠟筆小新）以引誘，10公尺後則換成「玩具區」─置有各種玩具（並發出聲響或者運作引誘其注意），最後「母親區」除了有嬰兒本來的母親外還有二十個「假母親」吸引嬰兒(真的母親會穿上寫著「母」字樣的白色圍裙)。
- - 規則：嬰兒不能在起步前「偷步」（起步的訊號為響起綠燈，嬰兒起步線前的簾徐徐拉開，讓嬰兒能看見跑道與母親），若中途突然步行起來也不算成功。
- 嬰兒賽車

每次以四組母子或母女為一輪比賽，嬰兒只要能夠於時限30秒內，「駕駛」眼前四輛之中的任何一輛玩具車，跑完Ｕ型跑道，達到終點區，即可獲得獎金。當然，可以坐在玩具車上，也可以用推的。但參賽選手在行車之間，會有一些簡單的阻礙，或者是誘惑，讓參賽選手因這些因素而延誤參賽。
- 以口接著空中拋下之棉花糖

二人協作，一人以吊車懸在50公尺上，把4×5（厘米）見方的棉花糖掉下，另一人則在地面（在地面14公尺之圓圈範圍內，場地有標明示意）之圓圈內以口接住，只有一次機會。
- 上網聊天打字，打出關鍵字

以網際網路聊天室為主，遊戲規則與打電話說關鍵字一樣，限定時間內讓對方打出關鍵字，即可過關。
- 吹吹紙（フーフーペーパー一分間吹き続けたら100万円）

分兩次版本，共同處是由攝影棚上方一定距離先丟下一張衛生紙，參賽者只要於限定時間1分鐘內，一直朝衛生紙吹，不讓衛生紙碰觸地面，即可過關。當然，參賽者不可以用手撥衛生紙，或者是讓衛生紙接觸到參賽者的身體，這樣即使是時限內，也會被判出局。第一個版本只要吹一張衛生紙即可，第二個版本在參賽者吹至40秒之際，製作單位會丟下第二張衛生紙，參賽者必須同時「兼顧」兩張衛生紙，才能過關，可能是困難度太高，第二版本播出兩次後，就沒有再播出了。
- 吹桌球

製作單位設計了線路不一的通道，並供給參賽者一個吹管，只要一直吹著桌球，不讓桌球離開線路，吹到終點即可獲勝。中途有休息區，提供氧氣給參賽者使用後，即讓參賽者繼續完成後段線路。
若球於中途偏離指定路線，或者以手觸碰乒乓球，均算失敗。

### 堅持類
- 罰球投籃（室內）

全部參與者先進行罰球投籃循環淘汰賽，當不能投進罰球便立即淘汰，一直至淘汰至最後一位後，那位選手還要連續成功投入十個罰球始算成功。
- - 在3小時特別版的罰球投籃比賽

職業選手進行罰球投籃賽，連續投進100個者能奪得300萬日圓。（比賽可分日舉行，通常每天投20球）
- 電車不倒翁

在一列電車裡站立在指定的平台位置上，列車按照其行車路線行走及停站。當中有開車、過彎、停站剎車，最後撐到終點站者過關，若身體接觸到平台以外物品或失足以致不能站在平台上即喪失資格。中途禁止握吊環、蹲下（違者視同棄權）。
- 及時全部吃完一周迴轉壽司

每一周限定20盤，比賽舉行初期盤中只有壽司，及後增加難度，在數盤壽司後出現甜品、小盤冷麵或者飲品等；參賽者必需在回轉壽司即將離開參賽者前的「終點」前把壽司提走，而且參賽者面前不能再停留任何食物（即在回轉盤中提走壽司前一定最少先把之前的食物放進口中，不能再吐出來）
- 後來出現限定女性參加的「迴轉蛋糕」。
- 兒童限定，吃完十五道食物即可過關

製作單位仿製迴轉壽司的方式，安排「迷你版」的場景，但比迴轉壽司檯的速度還慢很多。十五道食物內，有胡蘿蔔、青椒等小孩子不喜歡吃的東西。
第十四道菜是用一個碗裝著水，裡面有五條正在游泳的小魚苗，當時畫面一出現，現場觀眾都議論紛紛，深怕小孩子不太可能會吃這樣的食物。
最後該單元有人成功吃完十五道食物，獲得獎金。
- 72小時絕食比賽（除水以外不能放進口中，由始至終需神智清醒；當然有不少引誘，例如面前放著最喜歡的食物、端出香味撲鼻的熱食、播放引起食欲的片段等）
- 72小時不眠比賽（始終都要保持清醒，若闔上眼睛經裁判讀5秒未醒來比出特定手勢者即被淘汰。在其中會有如放映默片等催眠的方法以誘使參賽者入眠。）
- 情侶80小時不眠比賽（在3小時特別版節目中曾出現），80小時計時內有一組能不睡者為勝出，若到時有兩組以上者即進行不計時PK賽。

規則：情侶雙方只許喝水，主辦機構會適時分發食物；情侶任一方被裁判發現閉上眼後，便會悄悄的過來，在他的面前以手勢數五下，五下後仍未能睜開眼睛並做出「安全」手勢示意的話即喪失資格（裁判隨即亮出豎大拇指的手勢），裁判數五下期間情侶對方可叫醒睡者。比賽期間有不少催眠設施，如比賽在夏天的一間廟宇舉行，白天安排上古文課、俳句課、唱歌課（當然也是沉悶的歌曲）、在場播放默片、到海灘曬日光浴、泡熱沙浴等。情侶常會二人遊戲，甚至體罰如耳光之類的警醒對方，十分考驗兩者堅忍度。
- 持續吃壽司24小時

規則：第1小時會先端出一盤(2個)壽司，挑戰者要在1小時內吃完；第2小時會端出兩盤（4個）壽司，挑戰者也要在1小時內吃完，以此類推持續吃壽司24小時就算勝出(即第n小時會端出n盤（2n個）壽司，如果持續吃壽司24小時那麼總盤數高達300盤（1+2+3...+23+24=300），總個數高達600個（2x（1+2+3...+23+24）=600），總重量重達12Kg）。
- 情侶在相距10米的場地兩邊，手腳綁著像皮圈，10秒限時內互相深吻3秒以上。
- 全家成員連續100天準時回家晚餐

同類型的有：一定時間全公司職員7點鐘全體早操，情侶連續30天每晚7點正能趕赴指定地方接吻，以及社團於早上固定時間全員到齊等連續30天。
- 連續答對50題名人的名字
- 全班一定時間內不許笑（當然是有不少引誘）

由國小一年級生開始，製作單位會邀請一些搞笑藝人，如志村健等人到學校表演3組搞笑，倘若有任何一個人笑（每1組表演開始到表演結束計時5秒後），則該年級層就全數出局，並計失誤一次，直至國小六年級，就是最後一次機會，只要有一個年級持續到最後（第3組表演結束計時5秒後）仍然不笑，該校即可獲得獎金。
- 小孩（10歲以下，兩人一組）鬼學校試膽大會

鬼屋內充滿嚇人喪屍以測試小孩膽量，參加者需聽指令達成指示目標並不準哭出來，最後並需兩人互相協作解圍，總長度100米，規定15分鐘內完成。
故事背景：1977年9月30日晚，都內小學中舍監加藤邊喝酒邊看完八點電視劇，在醉酒中獨自提燈出外巡視學校，在走廊中被魔鬼拔走剩下的一撮頭髮（那是他生命泉源）而當場斷氣身亡，自此學校變成充斥亡魂的鬼屋。兩位小朋友需在學校順序通過更衣室→配食室→隱藏屋→終點，找出加藤的頭髮（頭套），把頭髮找到並黏在睡在終點棺木內的加藤頭上，才能使加藤亡魂的怨念消除。
- 小孩（10歲以下，兩人一組）鬼屋試膽大會

類似上述學校，遊戲規則、總長度與時間亦一樣。
故事背景：一個晚上在湖畔，燈光幽暗，優皮士柳澤Johney跟一位女初中生表白，但被她斷然拒絕，此時女生被Johney身後惡魔嚇跑，當Johney回頭一望即被不明惡魔拋到湖中溺斃，此後Johney成為怨靈之一。兩位小朋友先獲得一張地圖與太平間之鑰匙，他們須先後通過太平間（取得男廁所鑰匙通關）→男廁所（取得鑰匙，然後在兩個地道選一個通往下一關，地道盡頭需鑰匙開啟閘門）→地獄之通道（需爬過繩索過關，繩索下盡是喪屍）→渡頭，再在渡頭（即Johney死亡地點）找到Johney的棺木並打開者即完成解除怨念。
- 10秒內流出眼淚

規則：不能以其他揮發性物質或其他形式刺激流淚
- 穴道按摩

由參賽者抽出穴道的按摩點，例如「人中」或「風池」，然後按摩師壓該穴道持續十秒鐘，只要參賽者在每次按摩的10秒鐘內，不大聲喊出超過60分貝的聲音，並達到指定穴道數，即可過關。螢幕上每顯示一個按摩穴道，都會有平假名為注音。

### 體能類
- 与猴子比赛爬杆（挑战者以抽签决定与其比赛的猴子）（戶外）
- 抓著爬杆懸空12小時不掉在地上（戶外）
- 參加者在單槓上支持6小時，並需於每分鐘做一次向後翻滾（戶外）
- 參加者在單槓上支持8小時（戶外）
- 參加者模仿稻草人支持8小時（戶外）
- 參加者單腳站立支持6小時（戶外）
- 東京、大阪、北海道3大都市各100位(對)生存賽，東京：抓著繩子懸空，大阪：情侶擁抱，北海道：單腳站立。沒有時間限制，各100人（對）當中，最後存活下來的一位（一對情侶）就可獲得100萬日幣（戶外）
- 男女兩人一組，男生在下面以半蹲姿勢撐住女生，女生站在男生的小腿上（即「仙人掌」姿勢）支持6小時（戶外）
- 30人31腳跑50公尺

| 第幾代 | 規則                          | 時間判定                           |
| ------ | ----------------------------- | ---------------------------------- |
| 1      | 在10秒內跑完                  | 以第一位的身體碰到終點線為準       |
| 2      | 打破全國大賽冠軍隊伍成績9秒23 | 以第一位的身體碰到終點線為準       |
| 3      | 全體在10秒內跑完              | 以最後一位的身體完全通過終點線為準 |

（請參看小學生30人31腳全國大賽）
- 搶救美代（大力士推校車）

敘述一名幼稚園小女孩尿急，無法在校車上解急，同學都嘲笑這位小女孩，但是校車在校門前30公尺燃料用盡了，心急如焚的老師及司機，盼望有大力士能夠以體能幫助他們推校車至校門口。遊戲中也有請美式足球球員幫助推車，但可惜每一位參賽者都失敗，而遊戲只有出現一次後就沒有出現第二次了。
- 南原學長（南原先輩＼なんばらせんぱい）

由南原清隆為形象的一個角色，敘述南原清隆對棒球隊嚴苛的故事，製作單位製作了一個以南原清隆體型的棒球訓練機，能從左、右、前、後等處隨意擲球讓參賽者接，也能跟參賽者進行一些基本的對話，問參賽者姓名、是否有信心等問題。每位參賽者只要接到總計30個球，即可過關，但累積漏接3球，即告失敗。第1球至第10球，南原清隆的身體不擺動，第11到第20球，南原清隆的身體就會左右擺動，難度也會因此稍微增加一些，第21至第30球，機器人南原清隆的臉色會更憤怒，擲球的速度也會再加快（擲球間隔由2.5秒縮短為2秒），難度也比前兩輪更加困難。最後是由一名日本的棒球選手獲得獎金。
- 騎蠻牛

遊戲在一的游泳池內進行，中央設有一台機械蠻牛讓參賽者策騎，遊戲進行期間參賽者只能示意單手抓著「蠻牛」上的扶手。
進行期間蠻牛不斷發難，左右頻動，甚至360度打轉只要在60秒內仍然騎在「蠻牛」上，就能獲得獎金。
當然，在這60秒內從蠻牛墮下，即告失敗。
這個比賽僅限女性參賽，年齡不限
- 大斜坡

設有一個斜坡，沒有時間限制。
斜坡的底端連接著泳池，總長9公尺首5公尺斜度20度，後4公尺斜度達35度。
坡道有水不斷從高處流下潤滑。
參賽者爬到頂端，抓下金球或獎金，就能獲得獎金。
當然，僅有碰觸金球並落至泳池，或途中滑落至泳池均告失敗
僅限女性參賽，年齡不限，不是因為「體態輕盈」會有贏的結果，也有輕盈美女，小學生，失敗的結果。
- 超級雲梯（スーパーうんてい完全攻略できたら100万円）＼無敵雲梯（ウルトラうんてい完全攻略できたら100万円）

故事一開始，以人類大肆破壞生態環境為開場，敘述人們因環境惡劣，必須要遷移到別處，人類找到了一個唯一的通路，那就是「超級雲梯」。
規則是於時限90秒內，以自己的體能，攀爬不規律的雲梯，雲梯分前中後三部份，90秒內爬完整個雲梯到達終點，就可以獲得獎金，失敗者或體力不支者，就會從雲梯上掉下來，當然，地面會有柔軟的墊子作為保護，而每一位參賽者都有完善的防護措施，所以掉下來時，基本上參賽者不會受傷。超級雲梯是由一位體能健將全部過關，獲得一百萬日圓的獎金。
而無敵雲梯因加入了龍的身體為主題，而且龍的身體會前後移動，加上限制時間縮短為前中後三部份各30秒，以及休息時間只有10秒（超級雲梯為前後兩部份各45秒，中間蜘蛛網區沒有時間限制，休息時間無限制），所以難度比超級雲梯還要困難許多。而超級雲梯的百萬獎金得主挑戰無敵雲梯，結果在不到終點處約三公尺的地方因時間到了而飲恨，該單元在該名挑戰者播出後，就沒有再播出了。
- 五人合力於二分鐘內跳繩，不能有任何失誤

五名參賽者站上製作單位特製的「跳繩機器」，按照機器的旋轉，五人於二分鐘內，同時進行跳繩。但是機器於一定時間內，會逐次增加難度，或是跳繩機器的旋轉方向「突然改變」，考驗著參賽者的反應。若是參賽者不小心被跳繩機器絆倒，或者是身體其他部位碰觸到跳繩機器，促使跳繩機器停止者，均算失敗，無論幾人，只要有失誤者，則被判定出局。
最後該單元有人取得高額獎金。
- 凹凸桌球

製作單位特製以小內與小南臉型的桌球，參賽者只要能夠在這兩張臉上的特製球桌來回共打出十次球，即可獲勝。但是球桌的表面凹凸不平，且來回打到第六次開始時，小內的鼻子會左右移動，且小南的兩尾眉毛會上下移動（五次之前都不會移動），這也是造成參賽者的一大障礙。
- 二分之一漂浮半島，走完30公尺路線，即可勝出

製作單位於一水池內，佈置了直徑大小不一的「固定柱」與「不固定柱」數量各一半，參賽者必須在30秒內於全長30公尺的水池上，踏上這些「固定柱」並走完全程，到達終點時按下按鈕，即可獲得獎金。倘若參賽者不小心踏上「不固定柱」並落入水裡，即算失敗。而池的中央有旋轉把手，參賽者可以利用這個旋轉把手，並尋找另外一個與上一個不相連的「柱」，當然，參賽者也有可能會踏到「不固定柱」，或者是抓到「落水把手」而落水者，也會失敗。無論是「落水把手」與「不固定柱」的數量，均佔整個數量的一半。
- 水中作答

遊戲在一的游泳池內進行，選擇一個號碼，坐在高2m斜椅上，在水中寫出十個符合題目答案，沒有時間限制。當然，浮出水面上，即告失敗。這個比賽僅限女性參賽，年齡不限。

### 知識類
連續答中100道同知識範疇問題，不設選擇（50位現場參加）

100題日本漢字各種問題答對者勝出（只有第一次為100位現場參加，之後改為50位現場參加）
- 根據螢幕所出的題目，回答該漢字的讀法或寫法（例：讀法：炎→ほのお；寫法：ほのお→炎），第二代加入「四字熟語」（即我們的「成語」）。

100題日本動畫各種問題答對者勝出
- 問題為各套动画中的各種問題，包括角色、本名、OP或ED前奏、道具、配音員、登場對白等名字，並需答出正式名字（稱）才算勝利。

（例：《蠟筆小新》的主角是誰？回答「蠟筆小新」者算答錯，參賽者必須回答「野原新之助」才算答對。如果是變身後有不同名稱者，則要視是否變身而回答不同的答案。美少女戰士女主角如果以變身造型登場，則必須回答「月光仙子」，回答「月野兔」者算答錯。）
- - 該單元中，很多參賽者也會打扮成卡通、漫畫等作品角色，也讓很多觀眾朋友覺得有趣，有些人還會仔細分析出兩者作品之間的不同點。

100首歌曲前奏
100題與日本文化相關的問題，該單元限定外國人參賽
- 從螢幕中顯示與日本相關的文化物品，例如第一題顯示富士山，則參賽者就必須寫出「富士山」的答案，當然，寫平假名、或寫羅馬拼音都可以。

100題與哆啦A夢有關的題目
- 請各路好手，參加回答哆啦A夢相關的問題一百題。最後，是由一名參賽者回答出未來大雄與靜香的住處是在12樓68室所勝出（一開始只限定小學生參加，但因小學生無人挑戰成功，之後才開放各路好手參加）。

卡拉OK一字不錯唱完一曲
- 參賽者從500首近30年最流行歌曲中抽出一張紙，由工作人員在歌曲點播機上輸入紙上所列的歌曲代碼，然後參賽者才會知道自己該唱哪一首歌。參賽者若節拍不對、唱錯段落、唱錯歌詞、忘記歌詞，只要失誤一次，均算失敗，是相當賭運氣的項目。
- 曾經有一集主題為動漫歌曲，由藝人川合俊一以一般挑戰者的身分完整唱出「科學小飛俠」主題曲挑戰成功。
- 有請外國人歌唱日本歌的版本，該版本由一名印度人奪得100萬日圓。
- 還有一個版本，是全家人先預習一首歌，預習時間為1小時，1小時後，由工作人員隨機指定其中一位參賽者唱其中一個段落，唱錯則淘汰，該單元也是播出兩次以後，就再也沒有一樣的單元。

一字不錯演出一段劇集場面
- 一人挑戰一個場景，或兩人挑戰三個場景等，兩個場景以上者需演完一個場景後隨即換裝演下一個場景。
- 參賽者換上與劇集場面相若的道具服裝，期間有節目的嘉賓或該劇集的演員充當著與參賽者的對演角色。參賽者開始前才收到對白，一般只能看一次。正式演出期間必須一字不錯說出對白。但要是說錯段落、多餘對白、說錯字、忘記對白，只要失誤一次，其他演員均起哄，即告失敗。

星探10問（或稱出其不意挑戰）
- 二人參加，當中可以有任何關係，如親子（大多為父女）、情侶、夫妻、拍檔或明星與經紀人等。

遊戲進行時雙方互相分隔。由主持提出問題，解答一方在指定時間內寫上問題之答案並公開，另一方則說出答案。如答案不一致，即告失敗。連續10題答對為勝。
親子抓昆蟲過三關
- 每組由親子二人組成，需在指定森林中捉到指定昆蟲並經檢定後，最快者勝出。
- 每組限時一小時，出發前先在起點派發網子與一個昆蟲採集箱（並有拍攝者緊隨每隊），箱內有一張賓果卡，在井字九宮格中寫有森林內能找到的一種昆蟲名字，只要找到井字內橫、直或斜線連線標示的三種昆蟲（即"賓果"）者勝出。

巨人鋼琴
- 參賽者站在一個製作單位所設置之巨大鋼琴上，稱之為「巨人鋼琴」，邀請鋼琴好手以「腳彈鋼琴」，當然，是以身體的擺動與跳躍，彈奏完指定樂曲（不是歌曲的全部），即可獲勝；參賽者的節拍不對沒關係，但要是有任何一個音符的音不正確，即被淘汰。

### 運氣類
- 一人橋上高空彈跳，正好夾到並吃到另一位參賽者放到河中隨水飄流的三個的其中一個盤子內的烏龍麵麵條

節目後期規則變更為：高空彈跳單元挑戰成功者可選擇要不要再挑戰第二次，   
如果第二次也成功，則獎金加倍；失敗的話，獎金折半。 
- 兩人協作，只投一球擊中全壘打（戶外，事先能練習一定數量球數）
- 跑100米剛好是自己估計的時間（戶外，以0.1秒為計時標準）
- 丟骰子，一直猜對到最後（規則：一直猜對到最後的幸運兒，只要能再猜對一次，就算挑戰成功；反之如果猜錯，則挑戰就要從頭再來一次，直到出現勝利者為止。）
- 小內隊和小南隊比賽，猜哪隊會贏，一直猜對到最後
- 由一隻猴子（在十米高）把十片會摔破的小瓷碟逐隻不規則的拋下，能全部接住的勝出
- 以筷子連續三次夾中空中掉下的紙張（無風的室內舉行）

製作單位特別製造形似八爪魚的夾子，一爪夾一張紙，稱「外星人航空母艦」，配上音樂動畫就十分像外星人來襲。夾子隨機鬆開一個讓有標記的紙張飄落。

### 全村挑戰類
- 由全村的人收集單一物品，在限制時間內收集到一定數量算過關。

### 其他類
綜合了上述的種類之遊戲。

#### 擔保挑戰
製作單位邀請山本圭壱與加藤浩次去一戶人家說明他們是《火焰挑戰者》的工作人員，並請參賽者（全家）聽取題目，進行遊戲項目，山本圭壱與加藤浩次會給予參賽者適當的零用金，並請參賽者提出一項抵押物品，若於時限內挑戰成功，可獲得一百萬日圓，反之，抵押品會被工作人員沒收。
下列為曾經出現過的擔保挑戰內容。
1. 在三天內，拍攝到白色的猿猴照片一張即可。但該組家庭最後挑戰失敗。
2. 在一天內，拍攝從1歲到100歲的人的樣子，拍攝人種不拘，也不限男女。該組家庭最後挑戰成功。
3. 在二天內，找出主持人提供跟相片一樣的拍攝景點。
4. 在三天內，找出與SMAP同名同姓的人（中居正廣、木村拓哉、稻垣吾郎、草彅剛、香取慎吾，以及森且行等人），並將其同名同姓者拍攝。
5. 在三天內，找出與SPEED同名同姓的人（島袋寬子、今井繪理子、上原多香子，以及新垣仁繪等人），並將其同名同姓者拍攝。
6. 在二天內，拍攝曾經為國小同學的全體畢業照。挑戰家庭以結婚蠟燭為擔保品，最後挑戰成功。
7. 在一天內，以「食物接龍」的方式，連續吃完50道料理。該家庭最後有挑戰成功。此單元為中視《周日八點黨》一單元〈食字路口〉的構想來源之一。
8. 在一天內，拍攝50張家庭回憶記念照片（50張都有限定主題，例：在東京鐵塔前拍照、跟衝浪手合照、在旅館打桌球……等），該組家庭最後只差"在東京鐵塔前拍照"這一張照片而挑戰失敗。
9. 在三天內，釣到旗魚，挑戰家庭以父親的高爾夫球桿為擔保品，該組家庭最後挑戰成功。

#### 現場藝人限定遊戲
邀請「專家」與現場藝人進行挑戰，曾經有一集是專門為特別來賓進行的。遊戲種類如下：
1.猜題王，來賓答對一題益智猜謎的問題，即可共同獲得一百萬獎金（クイズ王に挑戦!1問でも正解できたら100万円）
固定的來賓數與固定的猜謎高手一起按鈴搶答益智猜謎的問題，通常主持人題目還沒唸完，猜謎高手就立刻按鈴，並立刻回答出正確答案。不過，該單元第一次播出，該集藝人就獲得了一百萬日圓的獎金，之後的幾次，藝人們都沒有辦法挑戰成功。（規則：在猜謎高手答對10題之前，藝人只要答對1題就算挑戰成功，但每題雙方都只有1次答題權，答錯時對方即有該題答題權。）
2.猜歌王，來賓答對一題歌曲的名稱，就可獲得獎金（イントロクイズ王に挑戦!1問でも正解できたら100万円）
固定的來賓數與固定的猜謎高手一起按鈴搶答歌曲的名稱，通常歌曲還沒播一秒鐘，猜題高手就有正確答案。該單元無論第一次與第二次，均被參賽藝人給順利挑戰成功。其中一次，是以歌曲〈失戀萬歲〉名稱而挑戰成功的。（規則同上。）
3.桌球王，二十一分之中，取得一分即可成功（卓球王に挑戦!1点でもとれたらできたら100万円）
邀請桌球高手與參賽藝人較勁桌球，曾經有一組女性藝人以「媚惑」的方式讓參賽者的心思大亂，結果該名高手慘敗，後來製作單位請了更資深的桌球高手較量。之後，還有以「百萬超人」為主的形式，與參賽者打桌球。
4.點鈔王
由一名專業點鈔人員與七名參賽藝人共同數同樣數目的鈔票，先行數好者按鈴，回答出正確答案，即算獲勝，否則答錯者，則再重數並再搶答。最後是由專業點鈔人員說出795張鈔票獲勝。
5.飛鏢王
由一名飛鏢高手與七名參賽藝人比賽射飛鏢，以最接近中央紅心的一方獲勝。規則：首先由七名參賽藝人輪流射2次飛鏢（共14次），取14次中最接近中央紅心的一次當做參賽藝人的成績，最後再由飛鏢高手射1次（飛鏢高手只有1次機會），以最接近中央紅心的一方獲勝。

## 其他國家同類節目

### 台灣
- 由盛竹如、沈春華主持，在1980年代每週一至週五晚間播出的台灣電視公司《強棒出擊》節目的〈一路發拿獎金〉單元的第三道關卡「提心吊膽」，曾經出現「電流急急棒」的雛形。「提心吊膽」機台是由透明壓克力板及有通電的銅線、電鈴、電燈、塑膠電線、實心的銅條等組成的，長度大約是三個成人肩膀寬度的總和，構造簡單，體積小，可以擺在桌上。玩法與「電流急急棒」相似，只要把銅條從機台的左下角安全移動到機台的右上角（兩個角之間的路徑完全是直線，寬度會越來越窄）就算過關。但是銅條碰觸銅線時，只會使電鈴發出聲響以及讓路徑周邊的電燈閃爍，不會驚爆，所以參賽者不需配戴護目鏡。

- 由薛聖棻製作，吳宗憲、藍心湄主持的中國電視公司綜藝節目《超級東西軍》，把〈電流急急棒〉稍作變化，創造了相似的遊戲單元〈命運急急棒〉、〈路考急急棒〉與〈地球村急急棒〉。〈命運急急棒〉的遊戲機台與〈電流急急棒〉不同，是由鋸子的刀片外加一些干擾物組合成3D的路徑，參賽者手持的是一條長形氣球而不是電棒，使氣球破裂者即算失敗。〈路考急急棒〉的遊戲機台與〈命運急急棒〉作法相似，但路徑是2D的，整個路徑與攝影棚地面平行，參賽者必須騎著一輛電動三輪車參賽，電動三輪車前端有一個倒「U」形的氣球，使氣球破裂者即算失敗。〈地球村急急棒〉的遊戲機台與〈路考急急棒〉作法相同，參賽者必須騎著一輛兒童專用三輪車參賽，頭上佩戴已綁上一個倒「U」形氣球的髮箍，使氣球破裂者即算失敗。

- 三立都會台亦於1997年推出一綜藝節目《超極挑戰者》，性質與《火焰挑戰者》相近，並有以迷你四驅車挑戰所有關卡之單元。此節目不久因收視率低迷不振而在2000年結束。

- 台灣電視公司《台灣紅不讓》的遊戲單元〈夾夾紅不讓〉，由來賓以筷子夾中散落之紙片，夾到紅色紙片才算有效；〈CALL OUT 紅不讓〉單元，誘導電話接聽者講出特定的句子或者答應特定的事情，例如「神經病」、「不要哭」、「我愛你」、「對不起」、「借（新台幣）五十萬（元）」等。

- 東風衛視《超人氣大挑戰》，沈玉琳製作，羅志祥、歐漢聲主持，誘導電話接聽者講出特定句子。

- 八大綜合台《黃金征服者》，董至成、洪其德主持，2005年至2006年每周六晚上播出，形式與遊戲方法均與《火焰挑戰者》十分雷同，獎金為新台幣十萬元。

### 香港
- 《一級奸爸爹》參賽者吃滿一定數量的壽司，可獲贈普通電話一個。
  - 其中，在「試膽大會」的電視溝通方式，曾在其他節目中多次使用。參加者只能看電視「面對面」與操控者溝通，操控者在另一室內以預先裝設的閉路電視和收音系統監察參加者動作並跟參加者對話；在參與者拍打電視螢幕時，操控者可假裝被拍打而作出反應。

## 其他國家播出版

### 台灣
- 1996年至2007年，《火焰挑戰者》、《冠軍火焰挑戰者3小時》由緯來日本台以日語原聲搭配自製中文字幕播出。
- 1990年代末期，緯來電視網授權中國電視公司（中視）播出《火焰挑戰者》，以日語原聲搭配內嵌緯來日本台製作的中文字幕。由於緯來電視網擁有「火焰挑戰者」五字的著作權，中視影片組另取了一個中文名稱《火焰大挑戰》。
- 2014年，喜劇中心亞洲版（Comedy Central Asia）以日語原聲搭配自製中文字幕播出《火焰挑戰者》，英文名稱定為《Challengers of Fire》，但刪除開場動畫的男性旁白與主持群喊口號，也刪除開場動畫後至收播前的部分男性旁白。

### 香港
- 《一級奸爸爹》

1997年至1999年間，星期日晚上在亞洲電視本港台播出（期間播出時段較多變化）；由快必（譚得志）、慢必（陳志全）主持並配音；並改編主題歌，以郭富城《最激帝國》為調。「奸爸爹」即是日語「加油」（頑張って）的粵語音譯。
快必、慢必的惹笑主持手法令節目收視點上升至1997年12月的最高17點 （页面存档备份，存于），並在當年亞洲電視台慶獲選為「最受歡迎電視節目」銅獎。及後，因快必、慢必不獲亞視續約而轉換主持（1998年3月起改由梁奕倫、黃安迪（星座小王子）、李志剛、彭浩翔、黃靜（Kawaii）主持），收視亦大不如前。

### 其他國家
在泰國，以泰語配音播出。

## 節目的變遷
| 日本 朝日電視台 | 日本 朝日電視台                                                              | 日本 朝日電視台 |
| --------------- | ---------------------------------------------------------------------------- | --------------- |
|                 | 小內小南的火焰挑戰者 完成這個的話100萬圓！ （1995年10月17日－2000年3月28日） |                 |
| —               | —                                                                            |                 |

| 臺灣 緯來日本台 | 臺灣 緯來日本台 | 臺灣 緯來日本台 |
| --------------- | --------------- | --------------- |
|                 | 火焰挑戰者      |                 |
| —               | —               |                 |